# 2014년 죽음
다음은 2014년에 사망한 저명한 인물들의 목록이다.